# Amersfoortse Berg
De Amersfoortse Berg is een heuvel in de Nederlandse gemeente Amersfoort. De heuveltop bevindt zich op ongeveer 44 meter boven NAP en ligt in het noordoostelijke deel van de Utrechtse Heuvelrug. 
De zuidwestelijke Amersfoortse wijk Bergkwartier is naar de heuvel vernoemd. Het parkachtige bos op de Amersfoortse Berg wordt Klein Zwitserland genoemd vanwege de voor Nederland vrij grote hoogteverschillen. 

## Geschiedenis
In de middeleeuwen liep langs de heuvel de Utrechtseweg tussen Amersfoort en de stad Utrecht. Tot in de tweede helft van de 19e eeuw was nagenoeg geen bebouwing in het gebied van de Amersfoortse Berg. Daarna verrezen onder meer een  villawijk, de Juliana van Stolbergkazerne (1889) en het Belgenmonument (circa 1918). Vrijwel boven op de heuvel werd in 1912 een watertoren gebouwd. 

## Galgenberg
De Galgenberg is een verhoging op de Amersfoortse Berg van ruim 3 meter hoog met een diameter van ongeveer 18 meter, op zo'n 50 meter ten zuidwesten van de watertoren. Deze plek aan de weg richting Amersfoort was oorspronkelijk goed zichtbaar vanwege het ontbreken van bebossing en bebouwing. In vroeger tijden werden er daarom geëxecuteerden tentoongesteld. Er bevond zich aanvankelijk een stenen galg, daarna van 1770 tot 1809 een van hout.
De plek staat ook bekend als Zevenboompjes, omdat er zeven lindebomen staan. Een volksverhaal over deze plaats zegt dat er ooit zeven personen ter dood werden gebracht, van wie een onschuldig was. Sindsdien wil een van de zeven bomen niet meer groeien.
De Galgenberg is zeer waarschijnlijk van oorsprong een grafheuvel en is ingeschreven als archeologisch rijksmonument. Op zo'n 150 meter ten noordoosten van de watertoren bevindt zich een prehistorische grafheuvel die ook rijksmonument is.